# Mr. Do!

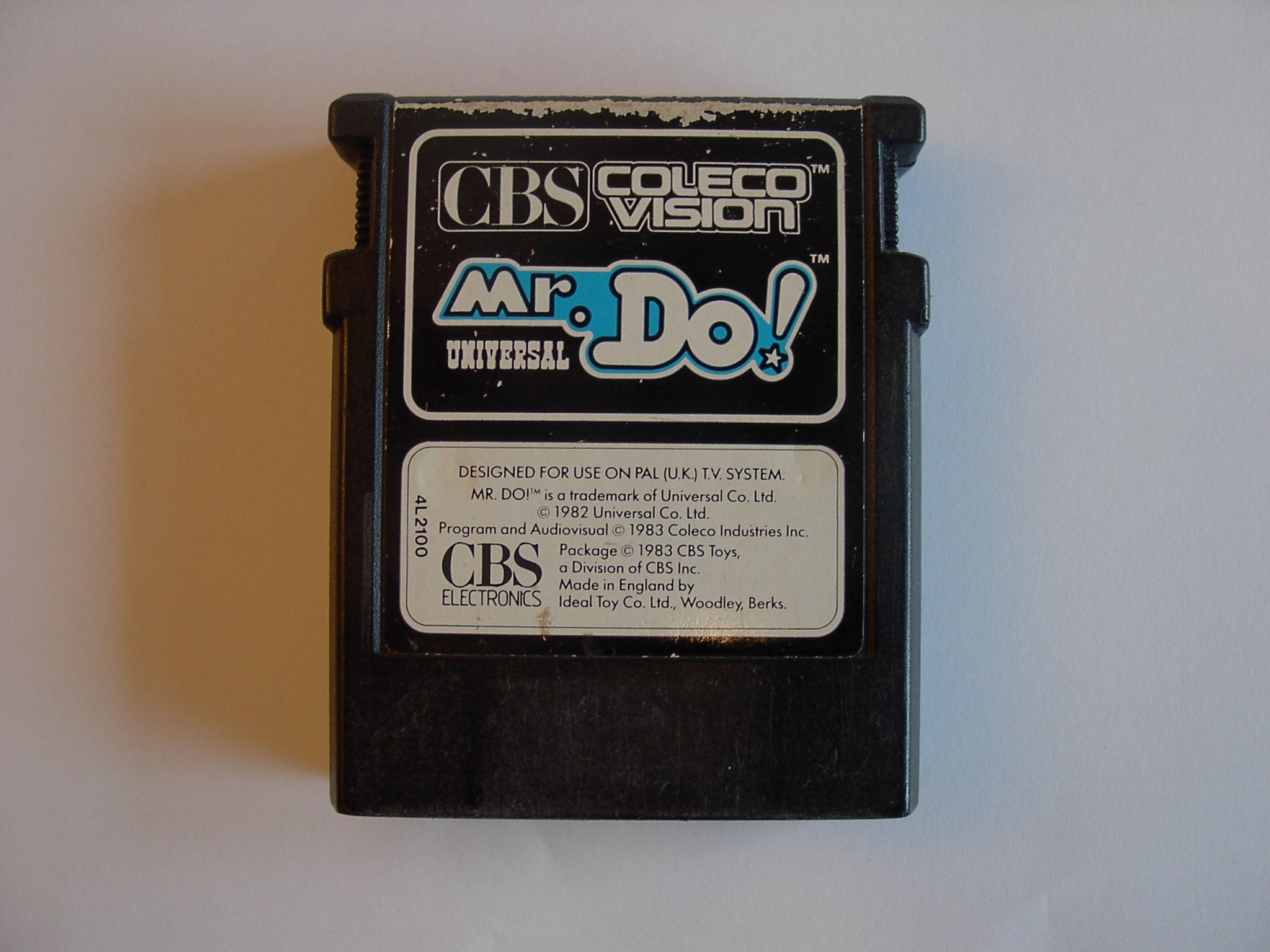
ColecoVision-Modul von Mr. Do!

Mr. Do! ist eine Serie von Computerspiel-Klassikern, die erstmals 1982 als Arcade-Spiel von Universal Entertainment entwickelt und von Taito veröffentlicht wurden. Die Spiele gehören dem Genre der Labyrinthspiele an und ähneln dem Prinzip von Dig Dug oder Digger.

## Spielprinzip und Technik
Der Spieler steuert die Figur des Clowns Mr. Do und muss Kirschen in verschiedenen unterirdischen Labyrinthsystemen einsammeln, sowie Monstern ausweichen, oder diese vernichten. Er kann horizontale und senkrechte Tunnel graben. Neben den Kirschen befinden sich auch Äpfel im Labyrinth, die jedoch nicht eingesammelt werden. Diese fallen nach unten, sobald ein Gang unter ihnen gegraben wird und töten idealerweise Monster, die sich darunter befinden, oder gar Mr. Do selbst. Die Äpfel lassen sich verschieben. Die Monster können auch über einen Powerball vernichtet werden, den der Spieler per Knopfdruck abwerfen kann. Es steht aber nur ein Powerball zur Verfügung, daher muss abgewartet werden, bis dieser zur Spielfigur zurückkehrt. Die Monster hinterlassen auch Lebensmittel, die als Bonuspunkte eingesammelt werden können.
Der Level ist geschafft, wenn entweder alle Kirschen eingesammelt, alle Gegner vernichtet, die fünf Buchstaben E-X-T-R-A (=Zusatzleben) oder ein Diamant gefunden wurde. Der Bildschirm zeigt den jeweiligen Level als bestehenden Tunnel in Form einer großen Ziffer an (erster Level D, dann Ziffern 2–9, und die 0). Nach jedem dritten Level erscheint eine Zwischensequenz.

### Monster
Das Standardmonster ist ein roter Mini-Dinosaurier, der sich nur in den Gängen bewegen kann. Später verwandelt er sich aber in einen Digger, der auch Tunnel graben kann. Dann gibt es den blauen Muncher, der zusätzlich Äpfel essen kann, sowie die Alphamonster (Buchstaben).

## Produktionsnotizen
Sechs Monate vor Erscheinen von Mr. Do! hatte Namco mit Dig Dug einen kurzlebigen Boom derartiger Spiele ausgelöst, dem sich andere Hersteller anzuschließen suchten. Noch bevor der Arcade-Automat auf den Markt kam, erwarb Coleco die Rechte für eventuelle Konsolenumsetzungen von Mr. Do!, um so Atari zuvorzukommen. Umsetzungen und Remakes gab es u. a. für folgende Systeme:
| Jahr | System       | Publisher           |
| ---- | ------------ | ------------------- |
| 1983 | Atari 2600   | Coleco              |
| 1983 | ColecoVision | Coleco              |
| 1983 | X68000       | Universal           |
| 1983 | Tomy Tutor   | Takara Tomy         |
| 1984 | Atari-8-bit  | Datasoft            |
| 1984 | MSX          | Colpax              |
| 1985 | Apple II     | Datasoft            |
| 1985 | C64          | Datasoft            |
| 1995 | SNES         | Imagineer           |
| 1996 | Neo Geo      | Visco Games         |
| 1996 | PC-98        | Mindware            |
| 1992 | Game Boy     | Ocean Software      |
| 2008 | J2ME         | Namco               |
| 2010 | Wii          | Hamster Corporation |

### Nachfolger
Bis auf Neo Mr. Do! teilen sich die anderen Mr.-Do!-Spiele im Grunde nur die Spielfigur, nicht so sehr das Spielprinzip.
Mr. Do's Castle ist eher ein Spiel im Lode-Runner-Stil.
Mr. Do's Wild Ride ist hingegen äußerst schwer und basiert darauf, sich laufend auf einer Achterbahn bis an das Ziel zu schleichen.
Do! Run Run hat wieder mehr Ähnlichkeiten mit Mr. Do!, bringt aber auch ein neues Spielprinzip mit ein, das Einrahmen der Früchte, um sie zum Reifen zu bringen.
Allen Mr.-Do!-Spielen von Universal ist ein seltsamer Humor zu eigen, dies zeigte sich auch schon im Spiel Snap Jack (1981).
- Mr. Do's Castle (1983) (Universal)
- Mr. Do's Wild Ride (1984)(Universal)
- Do! Run Run (1984, auch bekannt unter Super Pierrot) (Universal)
- Neo Mr. Do! (1996), (Visco für das Neo Geo)

Außerdem gibt es mehrere Bootlegs unter leicht veränderten Namen wie Mr. Du und Mr. Lo, sowie weitere Portierungen und Varianten wie Digger.